# جان‌سخت (فیلم ۲۰۲۲)
جان‌سخت (به انگلیسی: Formidable) فیلمی هندی محصول سال ۲۰۲۲ و به کارگردانی رازنش غای است. در این فیلم بازیگرانی همچون کانگانا رانوت، آرجون رامپال، دیویا دوتا و ساسواتی چاترجی ایفای نقش کرده‌اند.